# Wilhelm von Pape (Landrat)
Wilhelm Heinrich von Pape (geb. 6. November 1771; gest. 30. April 1860 in Berlin) war ein preußischer Feuersozietätsdirektor und  Landrat.

## Leben und Herkunft
Wilhelm Heinrich von Pape war der Sohn von Adolf Friedrich Sigismund von Pape (* um 1725/26; † 1789 in Landsberg an der Warthe). Sein Vater war Premierleutnant im Dragonerregiment Nr. 4 von Oertzen, wurde 1755 von Friedrich II. in den Adelsstand erhoben, war 1768 Eskadronchef im Dragonerregiment Nr. 2 von Krockow und starb 1789 als Obrist und Kommandeur. In der Neumark besaß die Familie Braunsfelde, in Pommern Friedrichsdorf und in Westpreußen Dzikowo. Seine Mutter war Caroline Auguste (1745–1831), geb. von Boehmer aus Glogau. Wilhelm Heinrich trat 1784 in das spätere Dragonerregiment von Katte ein. 1791 ließ er sich aufgrund einer gesundheitlichen Schwäche vom Militärdienst verabschieden und erwarb das Gut Theeren im Kreis Königsberg, wo er sich der Landwirtschaft zuwandte. Von 1796 bis 1798 amtierte er als Direktor der Feuersozietät im Kreis Königsberg. Nachdem er 1799 zum Ritterschaftsrat gewählt worden war, bat er im September 1800 um die Zulassung zum großen Examen. In Anwesenheit des Ministers von Voß absolvierte er das Große Examen im April 1801 und erhielt die Empfehlung zur Eignung für ein Ratsamt. Am 23. August 1801 wurde er als Nachfolger für den im Februar des Jahres verabschiedeten Carl Ludwig Alexander von Zinnow bestallt.

## Persönliches
Wilhelm Heinrich von Pape war Erbherr auf Braunsfelde im Kreis Friedeberg, das im Jahr 1802 auf einen Wert von 50.000 Taler taxiert wurde. Er war seit Mai 1791 mit Caroline Wilhelmine (1774–1857), geb. von Röppert aus Trollenhagen, verheiratet. Die Kinder aus dieser Ehe waren:
- Auguste Wilhelmine (1792–1834)
- Emma (jung verstorben)
- Klara (1794–1875)
- Eduard (1796–1812)
- Maria (1798–1858)
- Johanna (1799–1874)
- Heinrich (1800–1834)
- Gustav Wilhelm August Ferdinand (1802–1883)
- Eugen (jung verstorben)
- August Wilhelm Konstantin (gerichtlicher Adelverlust 1825)
- Johann Meinhard August Wilhelm Adolf (1808–1835)
- August Wilhelm Emil (1809–1834)
- August Wilhelm Alexander (1813–1895)